# ACTION

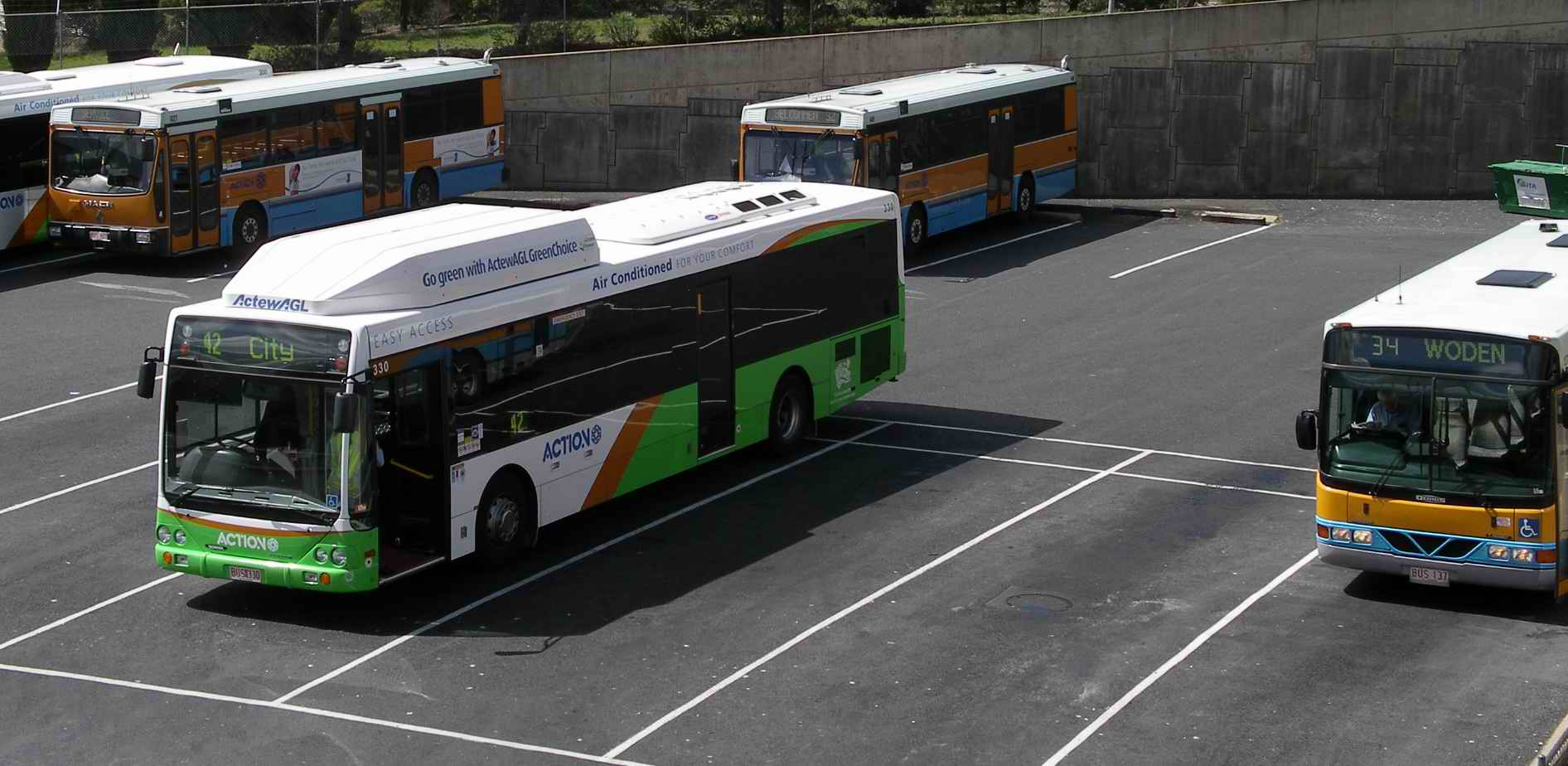
ACTION-Busse an der Umsteigestation in Belconnen

Das Australian Capital Territory Internal Omnibus Network (Internes Omnibusnetz des australischen Hauptstadtterritoriums), besser bekannt unter dem Akronym ACTION, ist ein Unternehmen des öffentlichen Personennahverkehrs in der australischen Hauptstadt Canberra im Besitz der Regierung des Australian Capital Territory (ACT). Mit einem Mitarbeiterbestand von 700 Personen werden jährlich ca. 16,2 Millionen Fahrgäste befördert (Stand: Juli 2005).
Der erste öffentliche Bus fuhr im Juli 1925, damals noch auf privater Basis. Doch schon ab 19. Juli 1926 war die öffentliche Hand allein für den Busverkehr verantwortlich. Die erste Linie verband die Stadtteile Eastlake (heute Kingston) und Ainslie. Die erste größere Expansion des Streckennetzes erfolgte zu Beginn der 1950er Jahre. Der Busverkehr in Canberra firmierte unter wechselnden Bezeichnungen. Der Name ACTION wurde am 14. Februar 1977 eingeführt.

## Busse
Die Busse sind traditionellerweise orange gestrichen, mit blauen und weißen Streifen, wohingegen die neue Farbgebung weiß-orange-hellgrün ist; einige weisen jedoch eine Ganzwerbelackierung auf. Die Busflotte (inklusive 3 Trainingsfahrzeugen) besteht aus 433 Fahrzeugen der Hersteller Renault, Dennis, Irisbus, MAN und Scania (siehe Box). Die neuen Busse von MAN, Scania und Irisbus gelten als besonders umweltfreundlich, sind für körperlich behinderte Menschen besonders gut zugänglich und klimatisiert. Sämtliche Busse werden mit Fahrradständern ausgerüstet. Zusätzlich unterhält ACTION 18 Minibusse der Marken Hino und Mitsubishi.

## Umsteigestationen
Zentrale Knotenpunkte des ausgedehnten Busnetzes sind vier große Umsteigestationen, die von sämtlichen regulären Buslinien angefahren werden. Diese sind:
- Woden Bus Station (1982 eröffnet), erschließt Woden Valley und Weston Creek
- Belconnen Community Bus Station (1979 eröffnet, 2010 vollständig umgebaut), erschließt Belconnen und Gungahlin
- City Bus Station (1982 eröffnet, informell Civic Interchange genannt) im nördlichen Stadtzentrum, erschließt North Canberra und South Canberra
- Tuggeranong Bus Station (1991 eröffnet), erschließt Tuggeranong